# Styv bäckmossa
Styv bäckmossa (Hygrohypnum duriusculum) är en bladmossart som beskrevs av Clara Octavia Jamieson 1980. Enligt Catalogue of Life ingår Styv bäckmossa i släktet bäckmossor och familjen Amblystegiaceae, men enligt Dyntaxa är tillhörigheten istället släktet bäckmossor och familjen Amblystegiaceae. Arten är reproducerande i Sverige. Inga underarter finns listade i Catalogue of Life.

## Bildgalleri

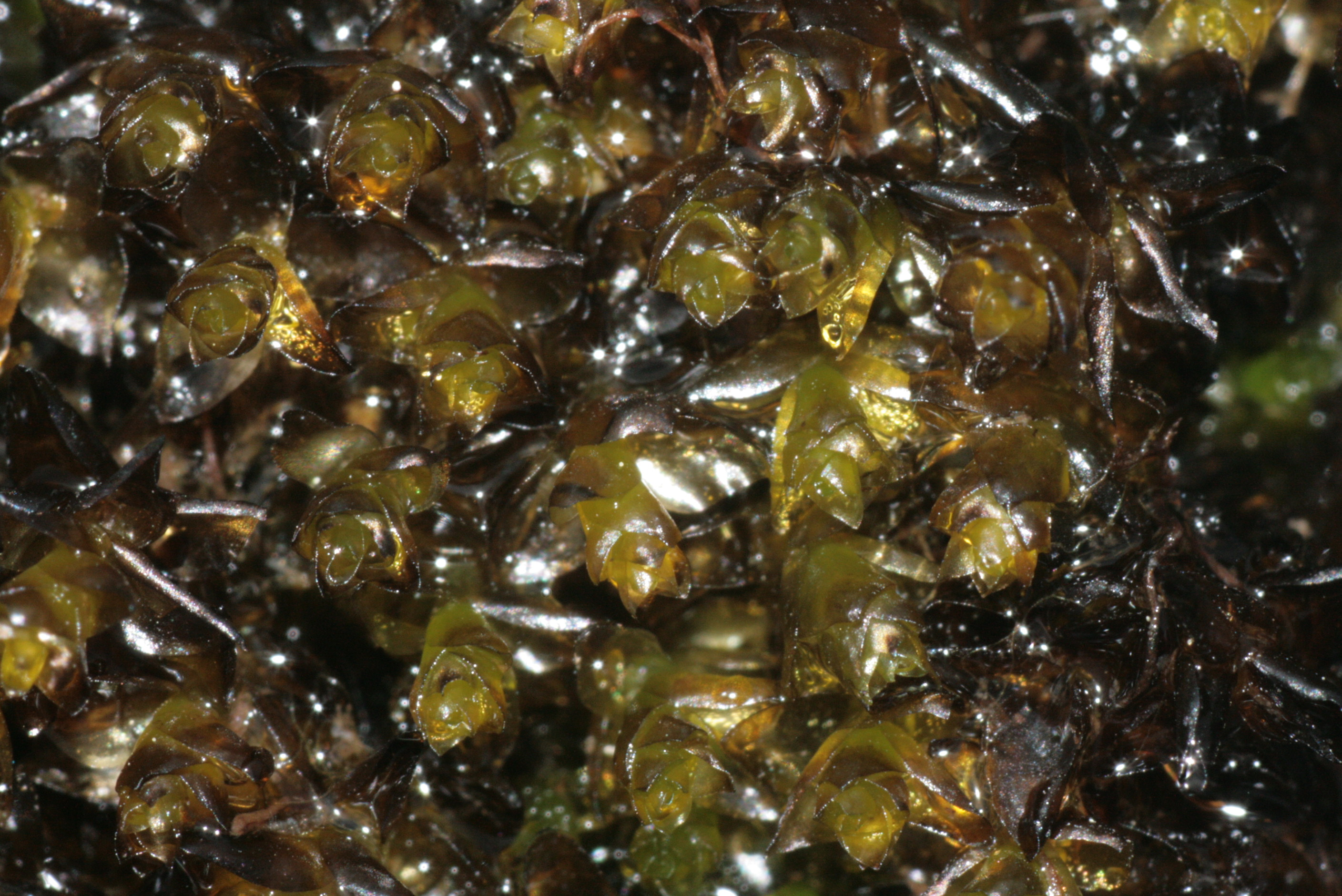
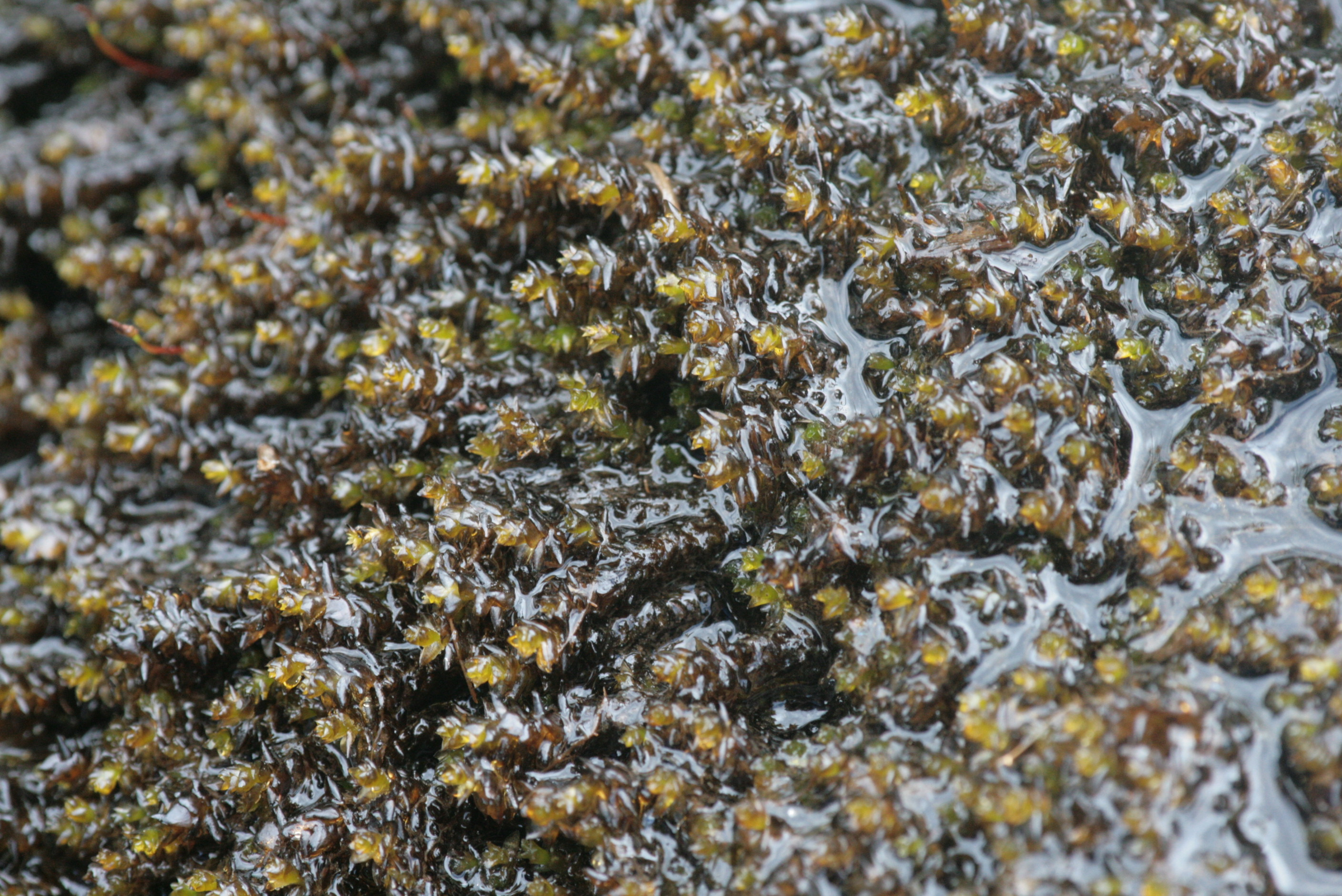
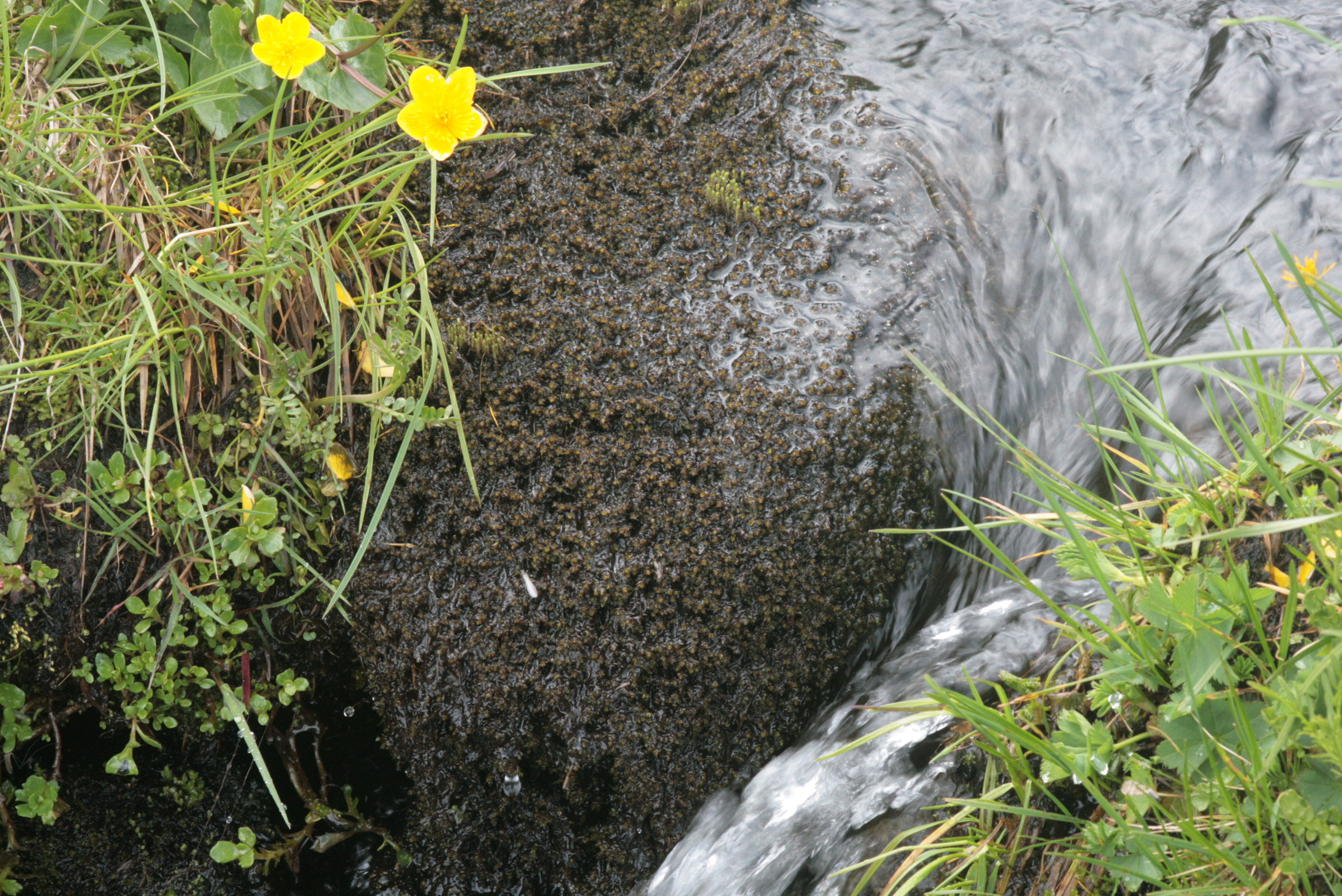
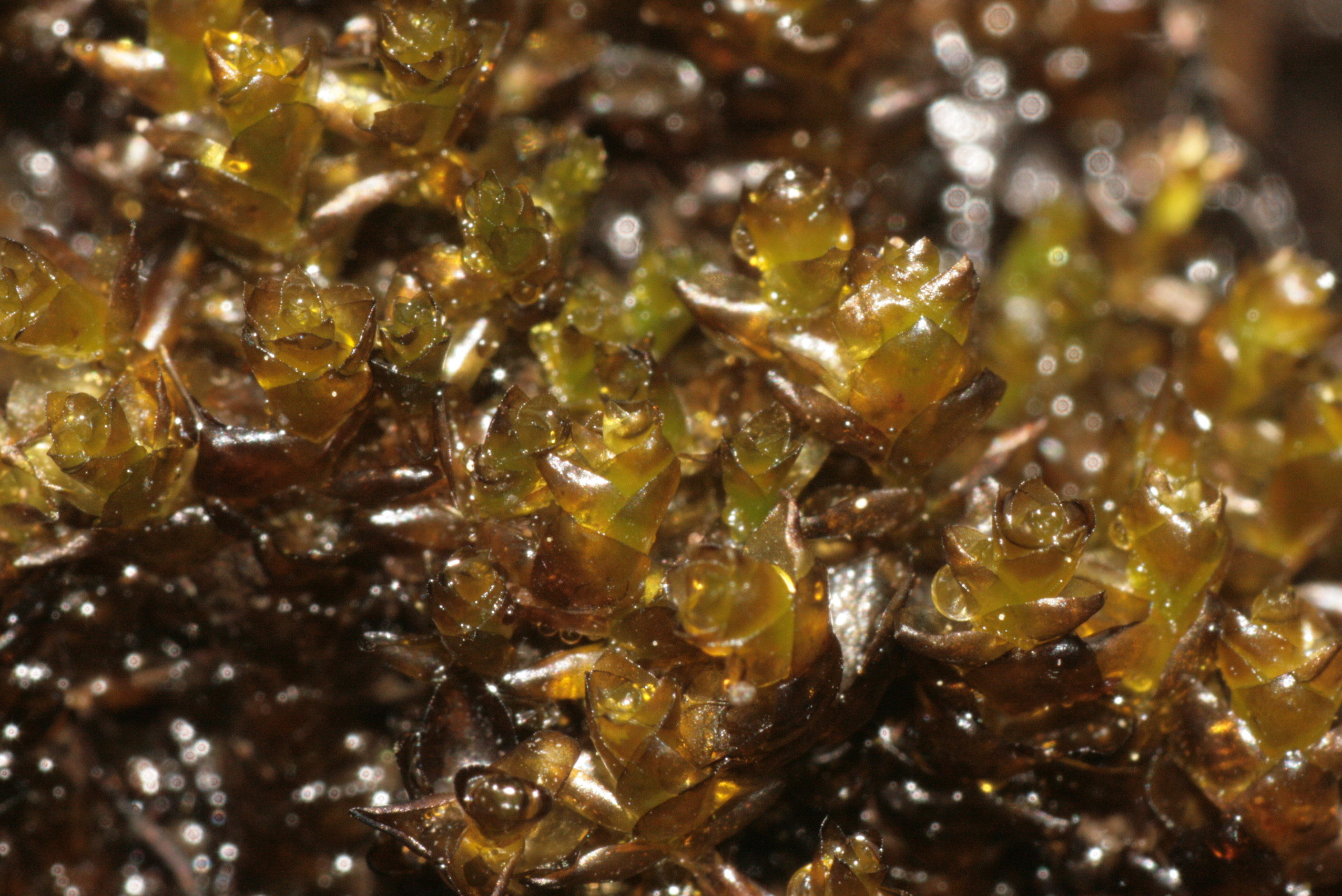
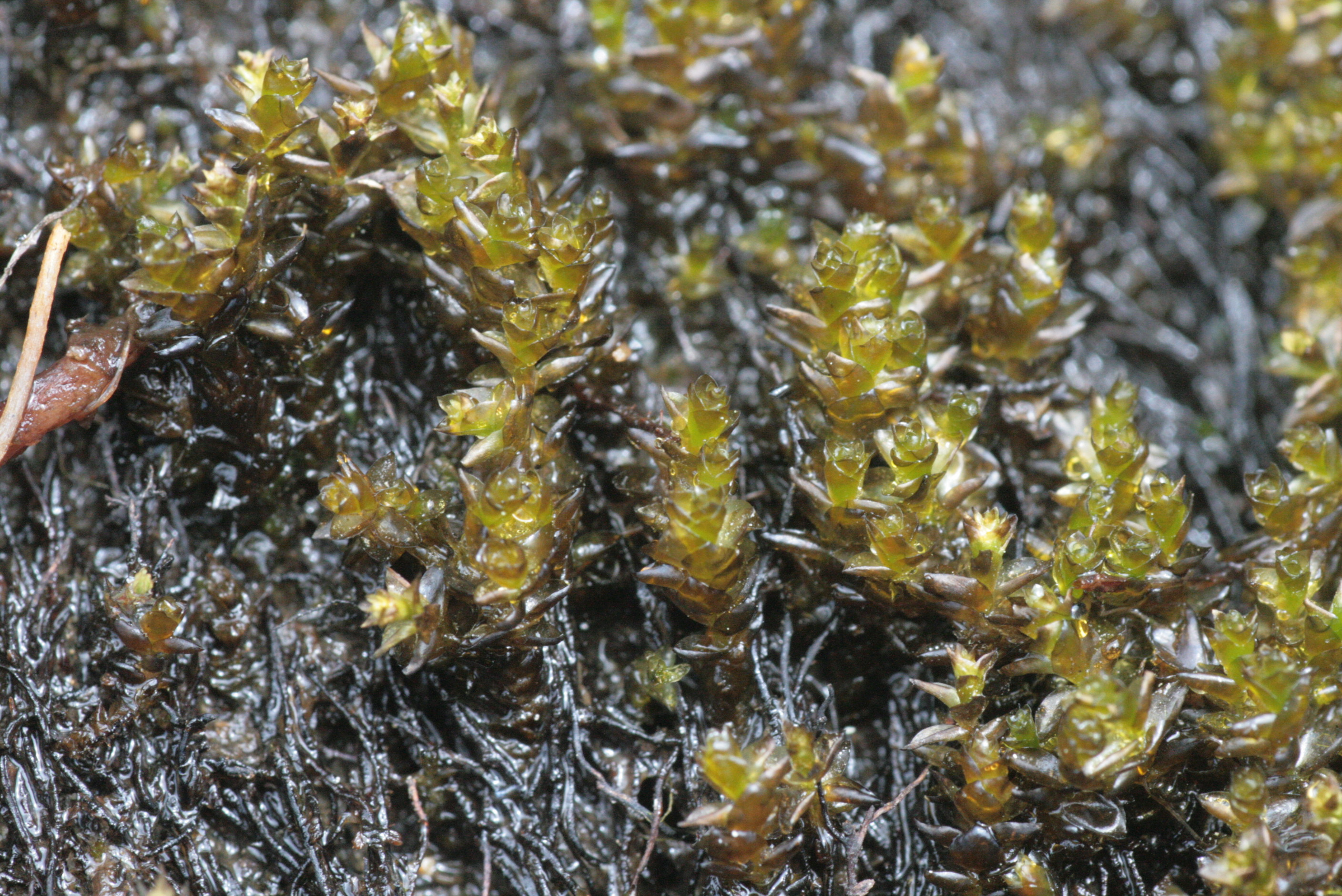
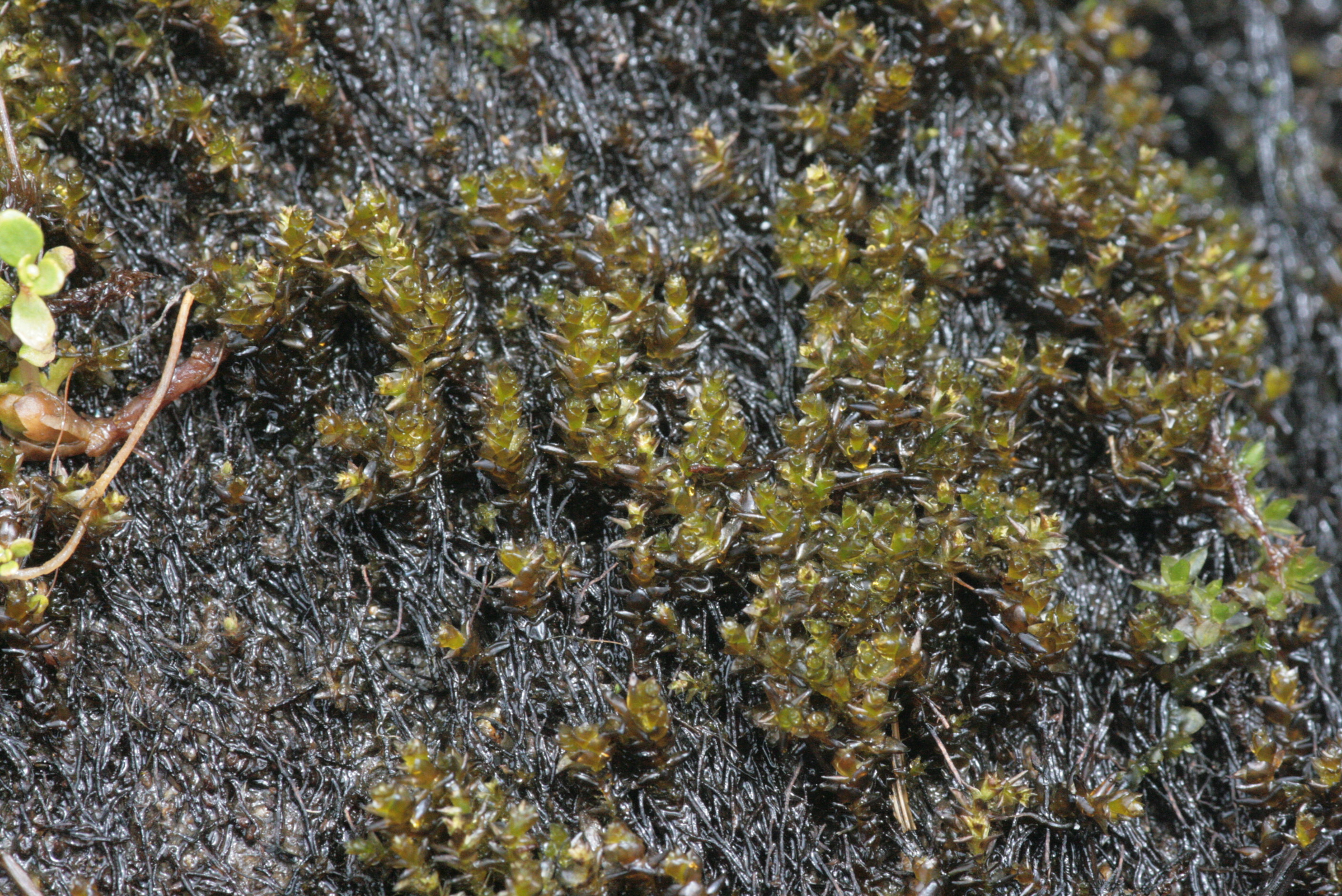